# Jadwiga Tokarzewska-Karaszewicz
Jadwiga Tokarzewska (ur. 10 lutego 1893 we Lwowie, zm. 21 lutego 1965 w Poznaniu) – polska nauczycielka.
Urodziła się we Lwowie jako córka Józefa i Zofii, była siostrą Anny i Stanisława, aresztowanego w 1940 r. i zaginionego w ZSRS, oraz krewną Michała. Uczęszczała do liceum Olgi Filippi-Zychowiczowej we Lwowie, gdzie zdała maturę. Następnie ukończyła seminarium nauczycielskie we Lwowie i złożyła egzamin na nauczyciela szkół wydziałowych. 1 września 1912 rozpoczęła pracę w żeńskiej szkole ludowej w Busku. W listopadzie 1918 uczestniczyła w odsieczy Lwowa i w walkach w Galicji Wschodniej w 5. pp Legionów. Od początku lipca, gdy pułk stacjonował w Ostrowie-Komorowie, uczyła żołnierzy analfabetów. Od 1 sierpnia 1919 do 31 sierpnia 1920 pełniła służbę w szpitalu polowym L 112/606 3. DP Legionów.
W okresie międzywojennym była kierowniczką szkoły żeńskiej w Busku. W latach 30. była również radną Buska, przewodniczącą koła Związku Pracy Obywatelskiej Kobiet oraz prezesem tamtejszego oddziału Związku Strzeleckiego. W sierpniu 1937 reprezentowała Okręg Lwowski ZS na Walnym Zjeździe ZS w Warszawie. Podczas II wojny światowej działała w organizacji piłsudczykowskiej Wierni Polsce, następnie podporządkowanej KON. Kierowała Oddziałem Prasowym KON we Lwowie oraz zorganizowała kolportaż prasy organizacyjnej. Do jej zadań należało również zaopatrzenie drukarni w czcionki do składu drukarskiego, farbę i papier. Była poszukiwana przez gestapo. Po zajęciu Lwowa przez Armię Czerwoną nadal działała w KON. W działalności konspiracyjnej używała pseud. „Teresa” oraz przybranych nazwisk: Stachowicz – podczas pierwszej okupacji sowieckiej, natomiast podczas okupacji niemieckiej i drugiej okupacji sowieckiej – Anna Kołowska.11 lutego 1945 została aresztowana przez NKWD. Była więziona w łagrach.
Zwolniona w 1955, zmarła po długiej chorobie 21 lutego 1965 w Poznaniu. Została pochowana na Cmentarzu Wojskowym na Powązkach w Warszawie w kwaterze Armii Krajowej (A24-9-2).

## Odznaczenia
- Krzyż Srebrny Orderu Virtuti Militari[2]
- Złoty Krzyż Zasługi z Mieczami[2]